# Hermann Pleskott
Hermann Pleskott (2. března 1855 Enns – 17. března 1947 Štýrský Hradec) byl rakousko-uherský admirál. U c. k. námořnictva sloužil od roku 1871, vystřídal službu na různých lodích a v námořní administraci, absolvoval také cesty do zámoří a postupoval v hodnostech. Několik let byl vysokým úředníkem v námořní sekci na ministerstvu války a později velel několika bitevním lodím. V letech 1905–1907 byl velitelem C. k. námořní akademie v Rijece a v roce 1907 jako velitel eskadry vedl důležitou misi do USA. Ještě v roce 1907 odešel do penze a od té doby žil v soukromí ve Štýrském Hradci. 

## Biografie

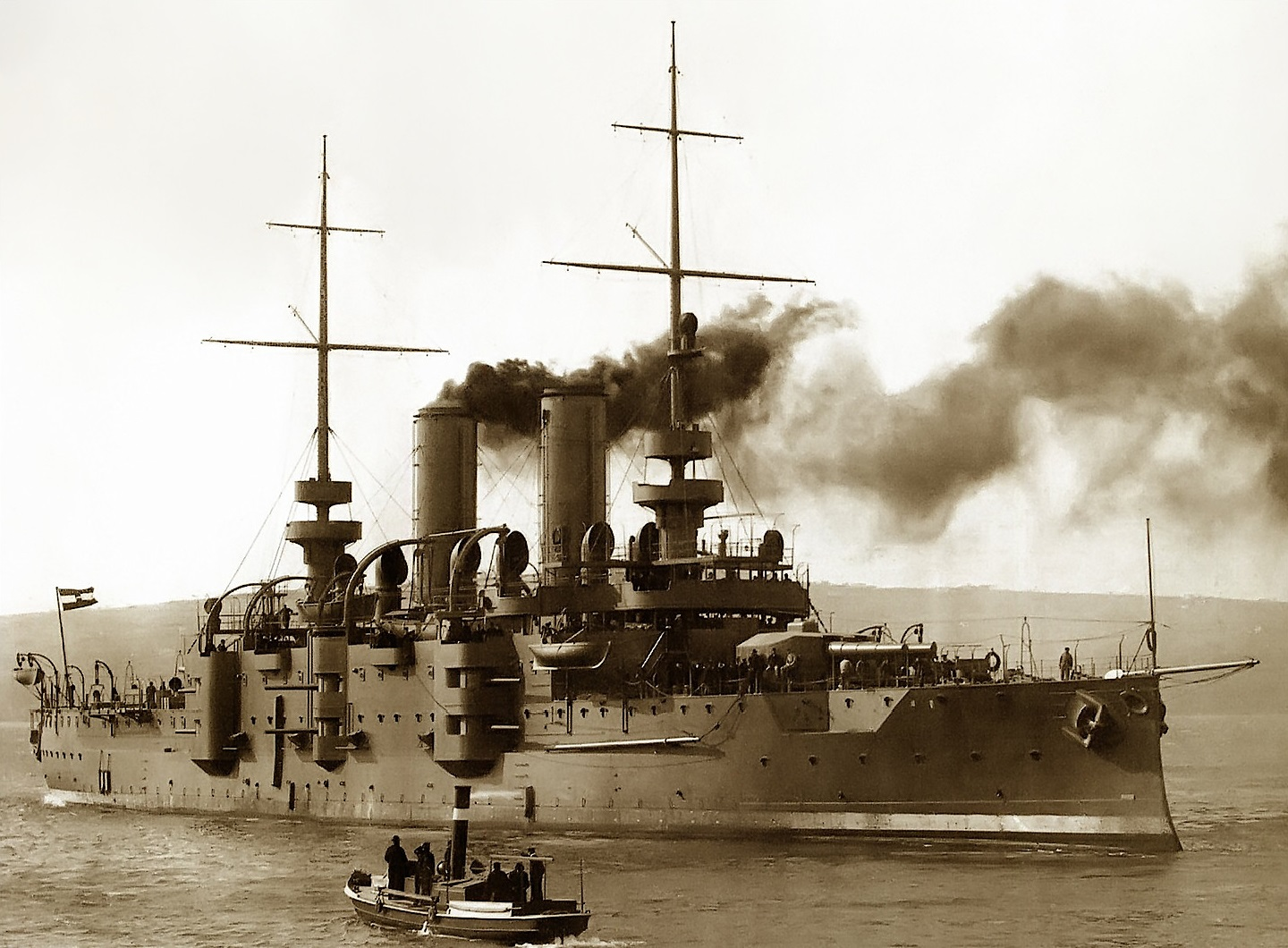
SMS Babenberg, vlajková loď Hermanna Pleskotta 1904–1905

Byl synem vojenského intendanta Rudolfa Pleskotta (1823–1896). Po absolvované reálce studoval v letech 1867–1871 na C. k. námořní akademii v Rijece a v roce 1871 jako kadet nastoupil k námořnictvu. Střídal službu na různých lodích a v roce 1874 získal hodnost praporčíka, poté působil u námořního arzenálu v Pule nebo u jednotek námořní pěchoty. V roce 1883 byl povýšen na poručíka II. třídy a sloužil na výcvikové lodi SMS Novara, v letech 1885–1886 absolvoval cestu do Karibiku na korvetě SMS Zrínyi. V roce 1886 postoupil na poručíka I. třídy a po službě na dalších lodích byl v letech 1890–1893 pobočníkem velitele námořní základny v Pule admirála Hinkeho.

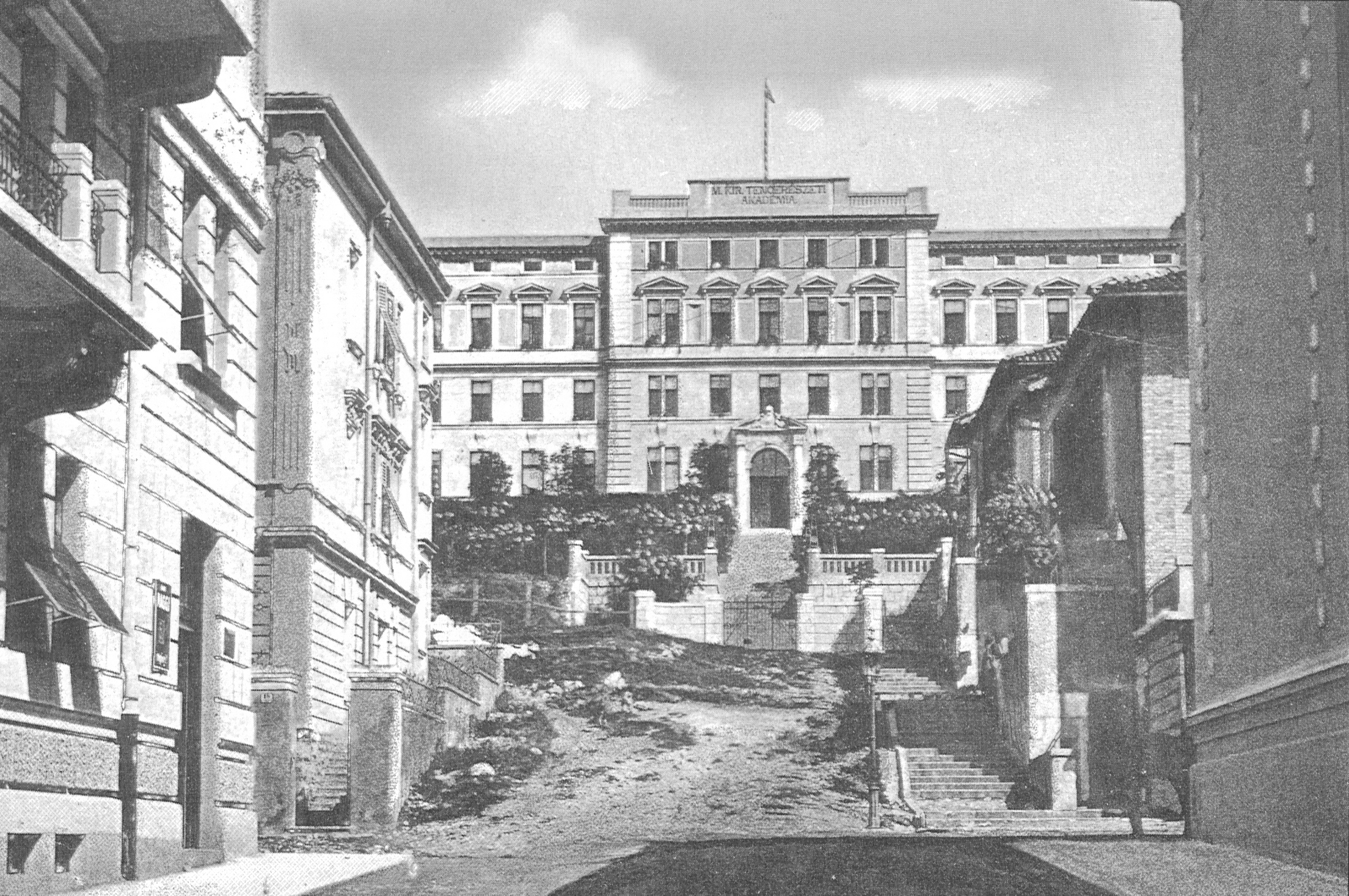
C. k. námořní akademie v Rijece, kde byl Hermann Pleskott velitelem 1905–1907

Jako velitel staniční lodi SMS Andreas Hofer v Zadaru byl v roce 1895 povýšen na korvetního kapitána. V letech 1897–1898 působil v námořní sekci na ministerstvu války a k datu 1. ledna 1899 obdržel hodnost fregatního kapitána. Vystřídal pozice šéfa štábu divize a eskadry na bitevní lodi SMS Monarch a křižníku SMS Kaiser Karl VI. V letech 1901–1904 byl přednostou I. odboru námořní sekce na ministerstvu války a mezitím získal hodnost kapitána řadové lodi (1. listopadu 1901). V letech 1904–1905 byl velitelem bitevní lodi SMS Babenberg.
V letech 1905–1907 byl velitelem C. k. námořní akademie v Rijece a k datu 1. května 1907 byl povýšen do hodnosti kontradmirála. V dočasné hodnosti komodora vedl misi do USA jako velitel bitevních lodí SMS Sankt Georg a SMS Aspern. S těmito loděmi se v USA zúčastnil mezinárodní přehlídky válečných lodí konané při příležitosti světového veletrhu a oslav 300. výročí založení kolonie Jamestown, v dubnu 1907 se také setkal s americkým prezidentem Rooseveltem. Po návratu krátce zastával funkci velitele eskadry a nakonec se vrátil na post velitele námořní akademie, kde však setrval již jen dva měsíce a ke dni 1. listopadu 1907 byl penzionován.
Po odchodu do výslužby se usadil ve Štýrském Hradci, kde zemřel až po druhé světové válce ve věku 92 let. 
Od roku 1884 byl ženatý s Johannou Nowotnou, ovdovělou Kessnerovou. Manželství zůstalo bezdětné. 
Jeho mladší bratr Alfred Pleskott (1858–?) byl důstojníkem c. k. zeměbrany a za první světové války dosáhl hodnosti generálmajora (1916).

## Řády a vyznamenání
Během služby u námořnictva se stal nositelem několika vysokých vyznamenání v Rakousku-Uhersku i v zahraničí.

### Rakousko-Uhersko
- Služební odznak pro důstojníky III. třídy (1896)
- Vojenský záslužný kříž (1898)
- Řád železné koruny III. třídy (1904)
- Vojenská záslužná medaile (1907)
- Vojenský jubilejní kříž (1908)

### Zahraničí
- Řád Osmanie II. třídy (1905, Osmanská říše)
- komandérský kříž Řádu Spasitele (1905, Řecko)